# مولايتيفو
مولايتيفو (بالإنجليزية: Mullaitivu)‏ هي مدينة تتبع مديرية مولايتيفو ‏. بلغ عدد سكانها 37339 نسمة في 2009.

## معرض صور

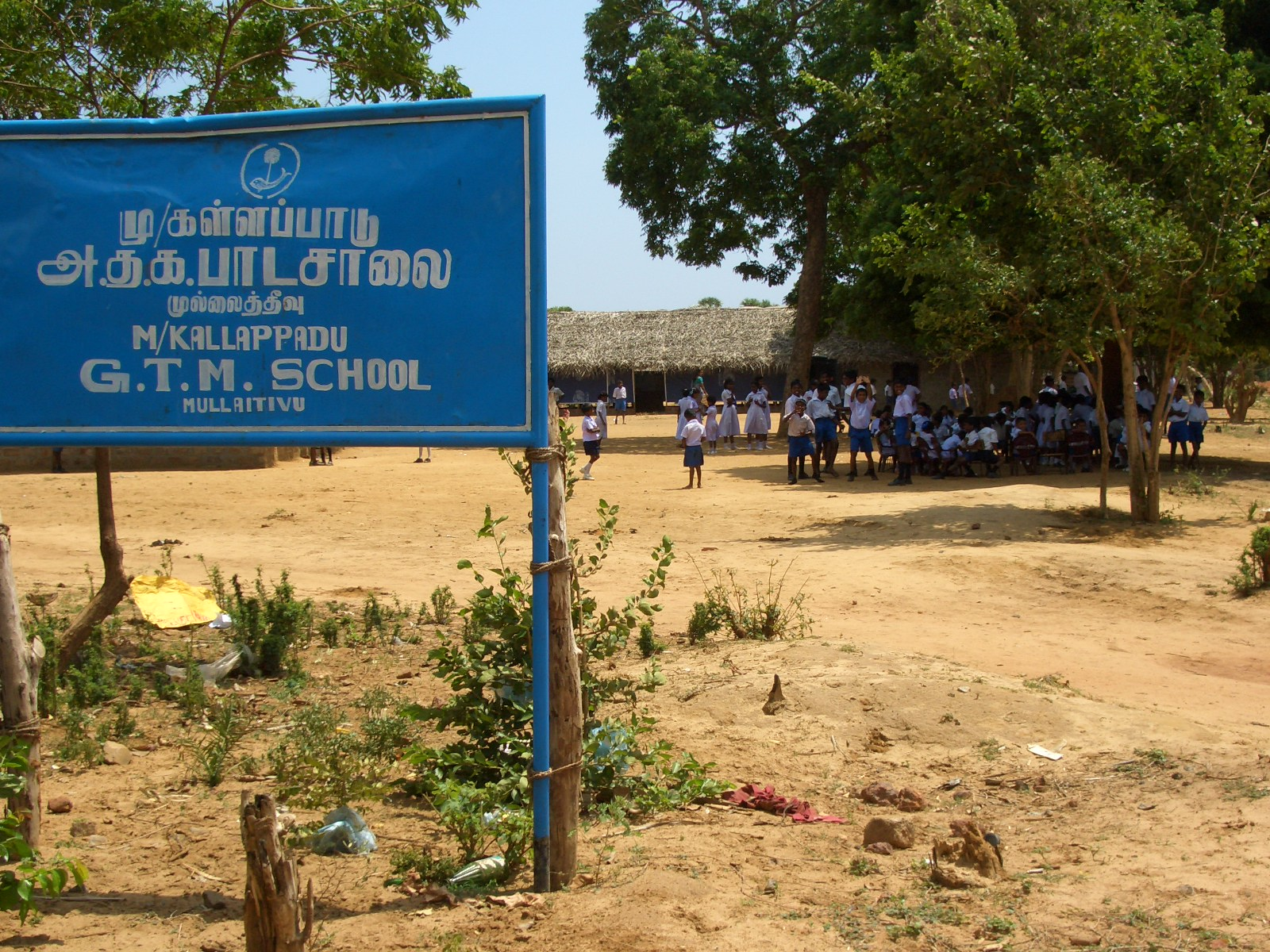
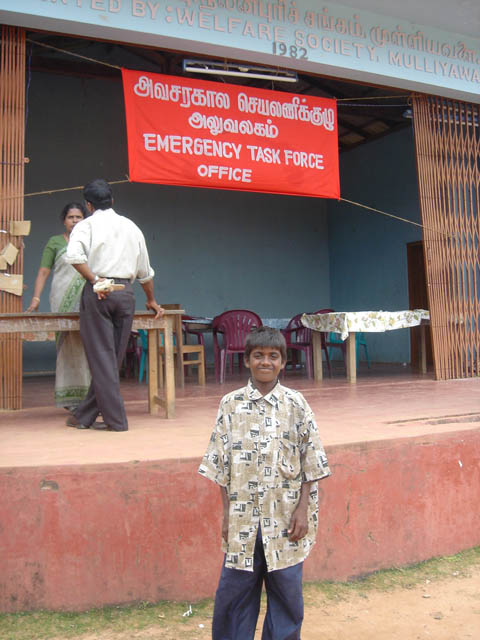
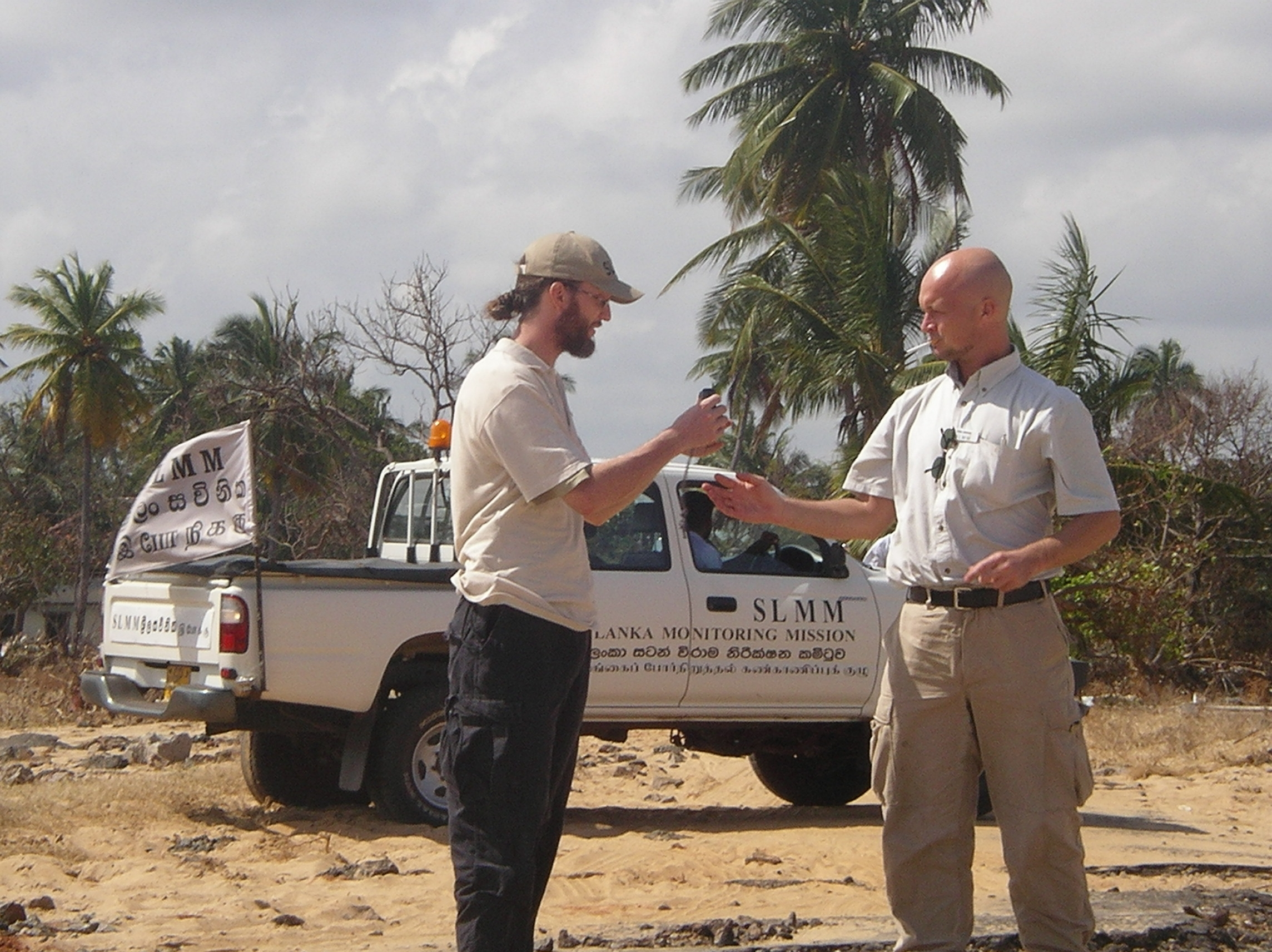
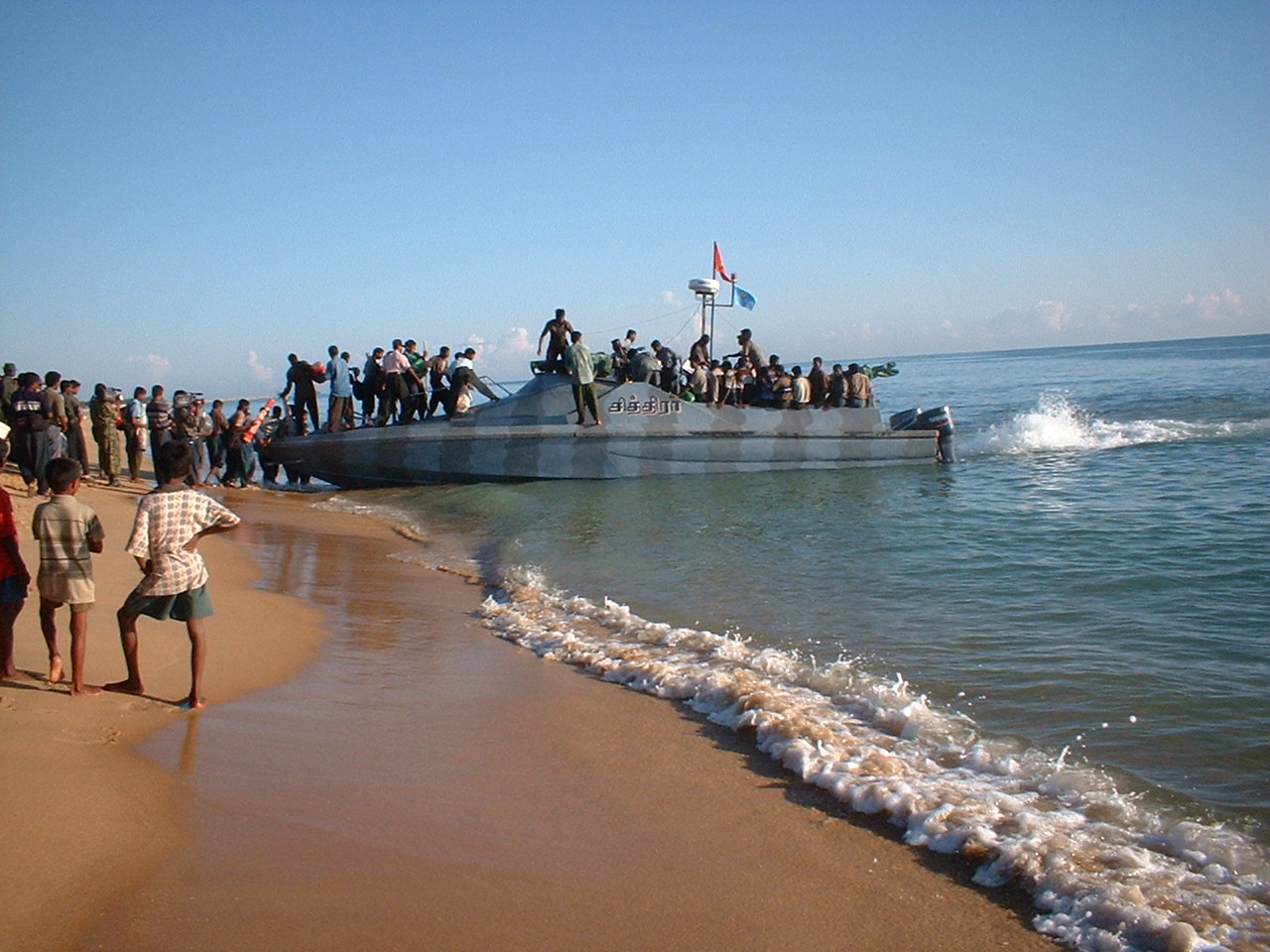